# Tunezja na Letnich Igrzyskach Olimpijskich 1968
Tunezja wzięła udział w XIX Letnich Igrzyskach Olimpijskich w Meksyku. Był to 3 start Tunezyjczyków na letnich igrzyskach olimpijskich. 

## Zdobyte medale
| Medal | Zawodnik          | Dyscyplina sportowa | Konkurencja               |
| ----- | ----------------- | ------------------- | ------------------------- |
| Złoto | Mohammed Gammoudi | Lekkoatletyka       | bieg na 5000 m mężczyzn   |
| Brąz  | Mohammed Gammoudi | Lekkoatletyka       | bieg na 10 000 m mężczyzn |